# Veronika Zvařičová
Veronika Zvařičová (Krnov, 8 de diciembre de 1988) es una deportista checa que compitió en biatlón. Ganó una medalla de plata en el Campeonato Europeo de Biatlón de 2013, en la prueba por relevos.

## Palmarés internacional
| Campeonato Europeo | Campeonato Europeo | Campeonato Europeo | Campeonato Europeo |
| Año                | Lugar              | Medalla            | Prueba             |
| ------------------ | ------------------ | ------------------ | ------------------ |
| 2013               | Bansko (Bulgaria)  | Medalla de plata   | Relevos            |